# Jozef Bukovinský
Jozef Bukovinský (* 8. prosince 1949 Spišské Bystré, Československo) je československý hokejový obránce, který v nejvyšší hokejové lize hrál pouze za Slovan CHZJD Bratislava. Reprezentoval Československo na jednom mistrovství světa.

## Hráčská kariéra
Jako chlapec začínal s hokejem v Popradu, v dorosteneckém věku odešel do Bratislavy, nejdříve hrál v sezoně 1968-69 za Spartak BEZ Bratislava druhou hokejovou ligu, od devatenácti let již hrál za Slovan. Jeho prvoligová hokejová kariéra je spjata pouze s tímto týmem, a to se Slovanem Bratislava, kde odehrál 14 ligových sezón, což představovalo 525 utkání a 43 vstřelených gólů.
V sezóně 1978 -1979 se stal nejproduktivnějším obráncem ligy.
V reprezentaci odehrál 4 zápasy (stalo se na MS 1979 v Moskvě), ve kterých vstřelil 1 gól.
Ve své době patřil mezi "raritu", zápasy hrál v brýlích. A jak sám vzpomíná, brýle nikdy neodložil, dle jeho slov ani nemohl. "Na jednom oku jsem měl sedm dioptrií, na druhém devět. Bez brýlí bych hrát nemohl, zkoušel jsem si vzít čočky, ale jedno oko ji nepřijalo vůbec, druhé s obtížemi. Ne, prostě to nešlo," říká Bukovinský.

## Trenérská kariéra
Působil jako ředitel klubu v Žilině, pracoval i jako trenér. Začínal u mládeže, později také dělal asistenta u prvního mužstva Slovanu Bratislava. Trénoval i v Itálii či Kazachstánu.